# Die Hafen-Annie
Die Hafen-Annie (Originaltitel: Tugboat Annie) ist eine US-amerikanische Filmkomödie aus dem Jahr 1933 von Mervyn LeRoy mit Marie Dressler und Wallace Beery in den Hauptrollen. Das Drehbuch des Pre-Code-Films basiert auf den Kurzgeschichten Tug Boat Annie von Norman Reilly Raine.

## Handlung
Annie Brennan, in Secoma als eine der besten Kapitäninnen im pazifischen Nordwesten bekannt, muss feststellen, dass ihr Boot Narcissus häufig von ihrem Rivalen Red Severn ausmanövriert wird. Ihr Sohn Alec vergöttert seine Mutter und möchte die Schule verlassen, um für sie zu sorgen, da er davon überzeugt ist, dass sein alkoholkranker Vater Terry dazu nicht in der Lage ist. Annie jedoch liebt Terry, und obwohl sie sich häufig streiten, denkt sie, dass er, wenn er nüchtern ist, der feinste Mann der Welt ist.
Dank seiner Schulbildung und harter Arbeit wird Alec später der jüngste Kapitän an der Pazifikküste. Er arbeitet für eine Firma, die heute Severn gehört, und er und Severns Tochter Pat planen zu heiraten. Annie und Terry sind entzückt, doch Terrys Freude über Alec kann ihn dennoch nicht vom Trinken abhalten. Als Alec seinem Vater hilft, einen Job bei Severn zu bekommen, rastet Terry aus, als er Severn im betrunkenen Zustand in seinem Büro in die Enge treibt. Alec ist davon überzeugt, dass Terry sich nie ändern wird, und fleht seine Mutter an, ihren Mann zu verlassen und sich von ihm versorgen zu lassen, aber sie weigert sich. Alec zwingt sie, sich zwischen ihnen zu entscheiden, und geht, als sie sagt, dass sie bei Terry bleiben muss. Kurz darauf führt Terrys Nachlässigkeit zu einem Unfall, durch den sie den Besitz der Narcissus verlieren. Anschließend führen sie einen Müllkahn unter dem Besitz eines anderen Reeders.
Mehrere Monate später weigert sich Alec immer noch, seine Eltern zu sehen, obwohl Pat versucht, sie zusammenzubringen. Als sein Schiff, die Glacier Queen, durch einen schweren Sturm in Gefahr gerät, eilen Annie und Terry ihm zu Hilfe. Obwohl die Kessel auf der Narcissus kurz vor dem Zerreißen stehen, repariert Terry sie rechtzeitig, um beide Schiffe zu retten. Dabei erleidet er jedoch schwere Verbrennungen. Während er sich von seinen Verbrennungen erholt, verspricht Terry erneut, mit dem Trinken aufzuhören. Obwohl sie es besser weiß, ist Annie glücklich, ihre Familie wieder zusammen zu haben und der ganzen Welt zu zeigen, was für ein toller Mann Terry ist.

## Hintergrund
Gedreht wurde der Film von Anfang Mai bis Anfang Juli 1933. Nachdrehs wurden Ende Juli 1933 gefertigt. Innenaufnahmen wurden in den MGM-Studios in Culver City gedreht, die Außenaufnahmen in Seattle, die ersten Dreharbeiten für einen Kinofilm in der Stadt.
In einer Meldung vom 24. Juli 1933 wurde erwähnt, dass Regisseur Sam Wood beauftragt wurde, einen Teil dieses Films anstelle von Mervyn LeRoy neu zu drehen, der zu diesem Zeitpunkt einen anderen Film für Warner Bros. vorbereitete.
Der Film war einer der zehn größten Kassenschlager des Jahres 1933. Die Figur „Tugboat Annie“ wurde 1940 in einem Warner-Bros.-Film unter der Regie von Lewis Seiler mit dem Titel Tugboat Annie Sails Again wiederbelebt. 1945 kam ein Film von Republic Pictures mit dem Titel Captain Tugboat Annie unter der Regie von Philip Rosen heraus. Eine auf den Raine-Figuren basierende Serie lief 1957 im Fernsehen unter dem Titel The Adventures of Tugboat Annie mit Minerva Urecal.
Die Premiere des Films fand am 4. August 1933 statt.
Merrill Pye oblag die künstlerische Leitung, unterstützt wurde er von Edwin B. Willis und Harry Edwards. Verantwortlicher Toningenieur war Douglas Shearer. Gordon Hollingshead arbeitete als Regieassistent.

## Kritiken
Der Filmkritiken-Aggregator Rotten Tomatoes hat in einer Auswertung ein Publikumsergebnis von 67 Prozent positiver Bewertungen ermittelt.
Mordaunt Hall von der The New York Times lobte, dass die großartige Schauspielerin Marie Dressler in ihrem neuesten Film eine noch wirkungsvollere Charakterisierung als sonst abliefere. Nicht nur sei Miss Dresslers Rolle zufriedenstellender als die, die sie in ihren früheren filmischen Unternehmungen hatte, auch die Geschichte mit all ihrer ausgelassenen Fröhlichkeit und ihren Gefühlsausbrüchen sei den anderen Werken überlegen.
Die Variety befand, der Film sei zwar in vielen Punkten schwach, aber im Großen und Ganzen perfekt auf die Anforderungen von Dressler und Beery zugeschnitten. In den Händen des Paares seien seine Mängel kaum wahrnehmbar.
Paul Rotha schrieb im Magazin Cinema Quarterly, es lohne sich, zu bleiben, und sei es nur, um Beerys Heldentat zu sehen, die sehr gut inszeniert sei, wobei Rotha sich nicht sicher sei, was Beery genau tue.
Der Kritiker des TV Guide notierte, was eine sentimentale und süßliche Saga hätte werden können, wurde für MGM zu einem kolossalen Hit. Die Produktionskosten beliefen sich auf 614.000 US-Dollar (2024: ca. 14,9 Millionen Dollar), was damals keine unerhebliche Summe war, doch die Einspielergebnisse machten das Produktionsbudget mehr als wett.